# Mendax subapicina
Mendax subapicina är en snäckart som först beskrevs av Dell 1956.  Mendax subapicina ingår i släktet Mendax och familjen Cerithiopsidae. Inga underarter finns listade i Catalogue of Life.